# The Prophet Speaks
The Prophet Speaks es el cuadragésimo álbum de estudio del músico norirlandés Van Morrison, publicado el 2 de diciembre de 2018 por la compañía discográfica Caroline International. El álbum incluye seis composiciones de Morrison junto a ocho versiones de otros artistas como Sam Cooke, John Lee Hooker, Solomon Burke y Willie Dixon, de forma similar a trabajos anteriores como Versatile y Roll with the Punches. 
En un comunicado de prensa sobre el anuncio de The Prophet Speaks, Morrison comentó: "Es importante para mí volver a grabar nueva música así como hacer algo del material de blues que me inspiró en mis comienzos. Escribir canciones y hacer música es lo que hago, y trabajar con grandes músicos lo convierte en más disfrutable".

## Lista de canciones
| N.º | Título                                        | Escritor(es)                                        | Duración |  |
| 1.  | «Gonna Send You Back to Where I Got You From» | Eddie Vinson, Leona Blackman                        | 4:40     |  |
| 2.  | «Dimples»                                     | John Lee Hooker, James Bracken                      | 5:33     |  |
| 3.  | «Got to Go Where the Love Is»                 | Van Morrison                                        | 4:23     |  |
| 4.  | «Laughin' and Clownin'»                       | Sam Cooke                                           | 5:31     |  |
| 5.  | «5 a. m. Greenwich Mean Time»                 | Van Morrison                                        | 5:37     |  |
| 6.  | «Gotta Get You Off My Mind»                   | Solomon Burke, Delores Burke, Josephine Burke Moore | 3:44     |  |
| 7.  | «Teardrops»                                   | J.D. Harris                                         | 6:00     |  |
| 8.  | «I Love the Life I Live»                      | Willie Dixon                                        | 3:34     |  |
| 9.  | «Worried Blues / Rollin' and Tumblin'»        | J.D. Harris                                         | 6:22     |  |
| 10. | «Ain't Gonna Moan No More»                    | Van Morrison                                        | 6:15     |  |
| 11. | «Love Is a Five Letter Word»                  | Gene Barge                                          | 3:45     |  |
| 12. | «Love Is Hard Work»                           | Van Morrison                                        | 4:28     |  |
| 13. | «Spirit Will Provide»                         | Van Morrison                                        | 4:03     |  |
| 14. | «The Prophet Speaks»                          | Van Morrison                                        | 4:54     |  |

## Posición en listas
| País                              | Posición |
| --------------------------------- | -------- |
| Alemania (Media Control Charts)   | 22       |
| Australia (ARIA)                  | 49       |
| Austria (Ö3 Austria)              | 23       |
| Bélgica (Ultratop flamenca)       | 35       |
| España (PROMUSICAE)               | 21       |
| Estados Unidos (Billboard 200)    | 110      |
| Estados Unidos (Top Rock Albums)  | 15       |
| Estados Unidos (Top Jazz Albums)  | 2        |
| Irlanda (IRMA)                    | 50       |
| Italia (FIMI)                     | 68       |
| Nueva Zelanda (Recorded Music NZ) | 34       |
| Países Bajos (Album Top 100)      | 29       |
| Reino Unido (UK Albums Chart)     | 40       |
| Suiza (Schweizer Hitparade)       | 34       |